# Mark Sumner
Pour l’article homonyme, voir Sumner.
Œuvres principales
- Série Jake Bird

Mark Sumner est un écrivain américain, auteur de plus d'une vingtaine de romans. Il vit près de Saint Louis (Missouri). Il est connu en France pour sa série consacrée au shérif Jack Bird, mêlant fantastique et western.

## Œuvres

### SérieJake Bird
1. La Tour du diable, L'Atalante, coll. « La Dentelle du cygne », 1998 ((en) Devil’s Tower, 1996)Réédition, Pocket, coll. « Science-fiction » no 5830, 2005
2. Le Train du diable, L'Atalante, coll. « La Dentelle du cygne », 2000 ((en) Devil’s Engine, 1996)Réédition, Pocket, coll. « Science-fiction » no 5829, 2006

### Roman indépendant
- Le Sorcier prodigue, Fleuve noir, 1998 ((en) Prodigal Sorcerer, 1997)